# Schulterklappe
Eine Schulterklappe (in Österreich: Achselspange; in Deutschland bis 1920 amtlich Achselklappe) ist eine auf den Schultern von Uniformen angebrachte Tuchlasche, die im Allgemeinen in der Ärmelnaht festgenäht ist und an der Halsseite mit einem Knopf befestigt wird. Schulterklappen dien(t)en zur Fixierung des Bandeliers sowie zur Anbringung von Rangabzeichen, Truppenteilmarkierung und Sonderverwendungs-Kennzeichen, wie zum Beispiel der Schützenschnur. Der Name „Achselklappe“ kommt von der früher üblichen Lage der Achselnaht, die in halber Höhe zwischen Schulter und Armloch (Achsel), zwischen Armloch und Halsloch, lag. Über der früher üblichen Naht wurden im 18. Jh. die ersten Achselklappen gelegt. Mit der Verlegung der Achselnaht auf die Schulter im 20. Jh. entstand dann die Bezeichnung „Schulterklappe“.
Die Tuch-Schulterklappe der Mannschaften und Unteroffiziere ist zu unterscheiden von dem einst aus Gold- oder Silbergeflecht gefertigten Schulterstück (Österreich: Achselschlinge) der Offiziere. Die Schulterklappe weicht in Art und Funktion ebenso von der Epaulette ab.
Früher vor allem typisch bei Militär- und Polizeiuniformen, sind Schulterklappen heute auch in der Zivilmode (z. B. Trenchcoat) als funktionsloses Accessoire weit verbreitet. 
In der Bundeswehr ist die Bezeichnung „Schulterklappen“ verbindlich für Rangabzeichen, die auf dem Schulterteil von Uniformmantel, Uniformrock oder Jacke beziehungsweise Gesellschaftsanzug getragen werden.

## Deutsche Streitkräfte

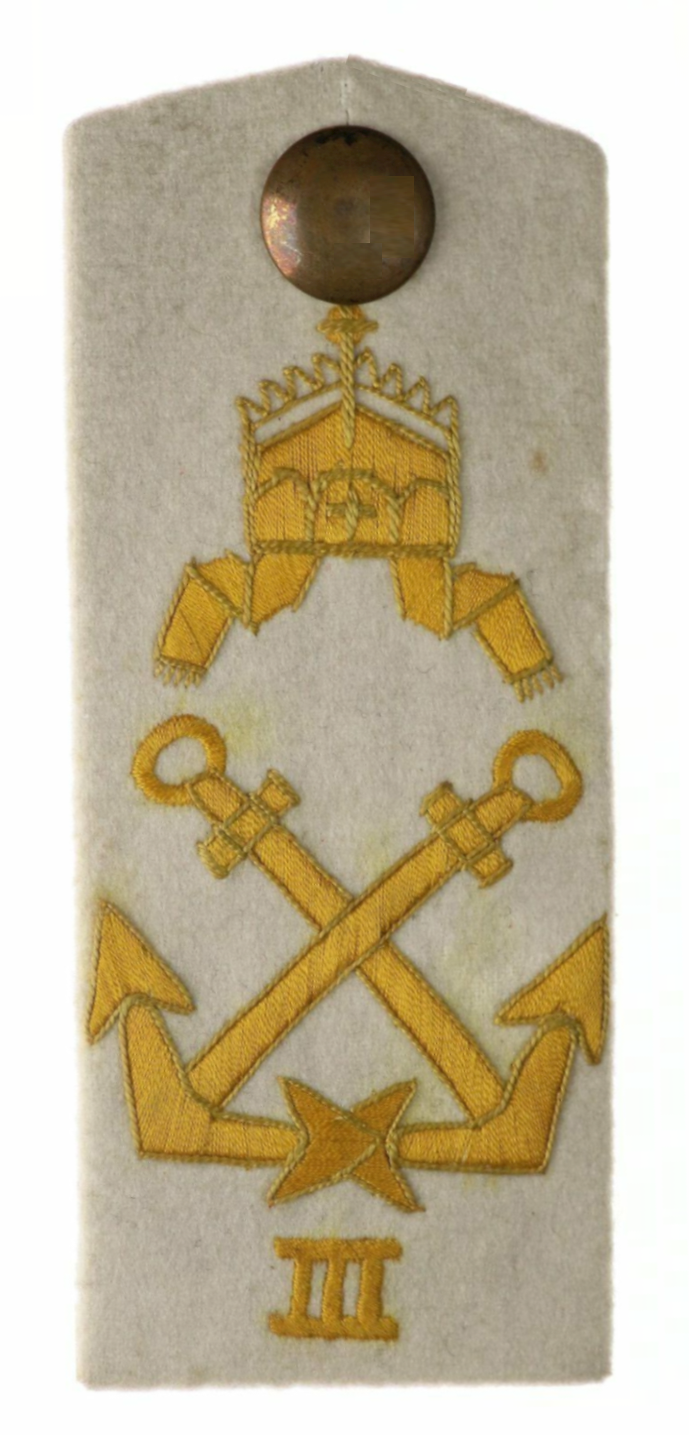
III. Seebataillon Schulterstück Mannschaften Marine-Infanterie (Tsingtau ca. 1900)

### Reichsheer 1871 bis 1918
Unteroffiziere und Mannschaften des Deutschen Heeres trugen mit Ausnahme der Husaren und Dragoner unterschiedlich farbige Schulterklappe je nach Zugehörigkeit zu einem Armeekorps. Zusätzlich wurde die Nummer des Regiments, ein Namenszug oder sonstiges Kennzeichen der Zugehörigkeit zu einem Truppenteil farbig gestickt auf den Schulterklappen getragen. Nur der Offiziersstellvertreter sowie der Feldwebelleutnant trugen silberne Tressen bzw. Offiziersschulterstücke.
Im deutschen Heer war es bis zum Ersten Weltkrieg üblich, nach Beendigung der Dienstzeit die Schulterklappen eingerollt zu tragen.

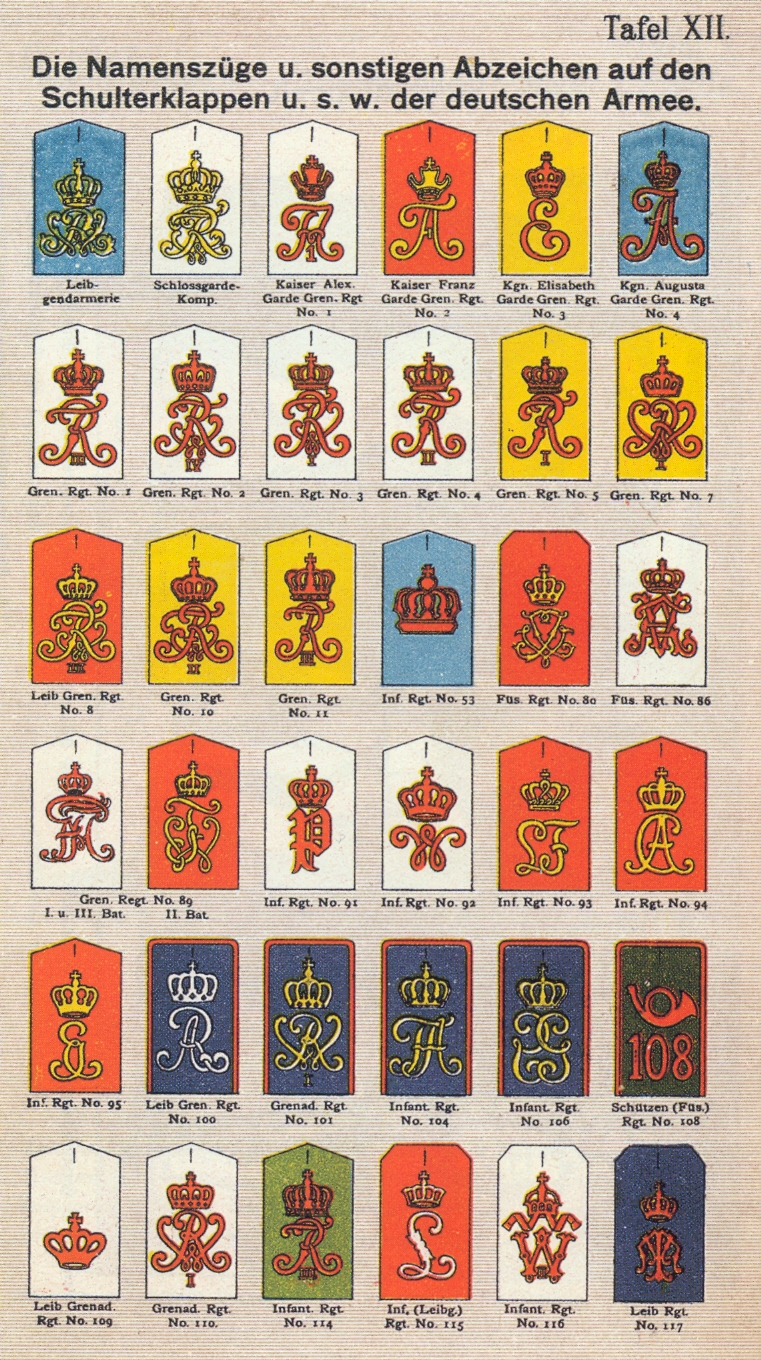
Schulterklappen Alte Armee
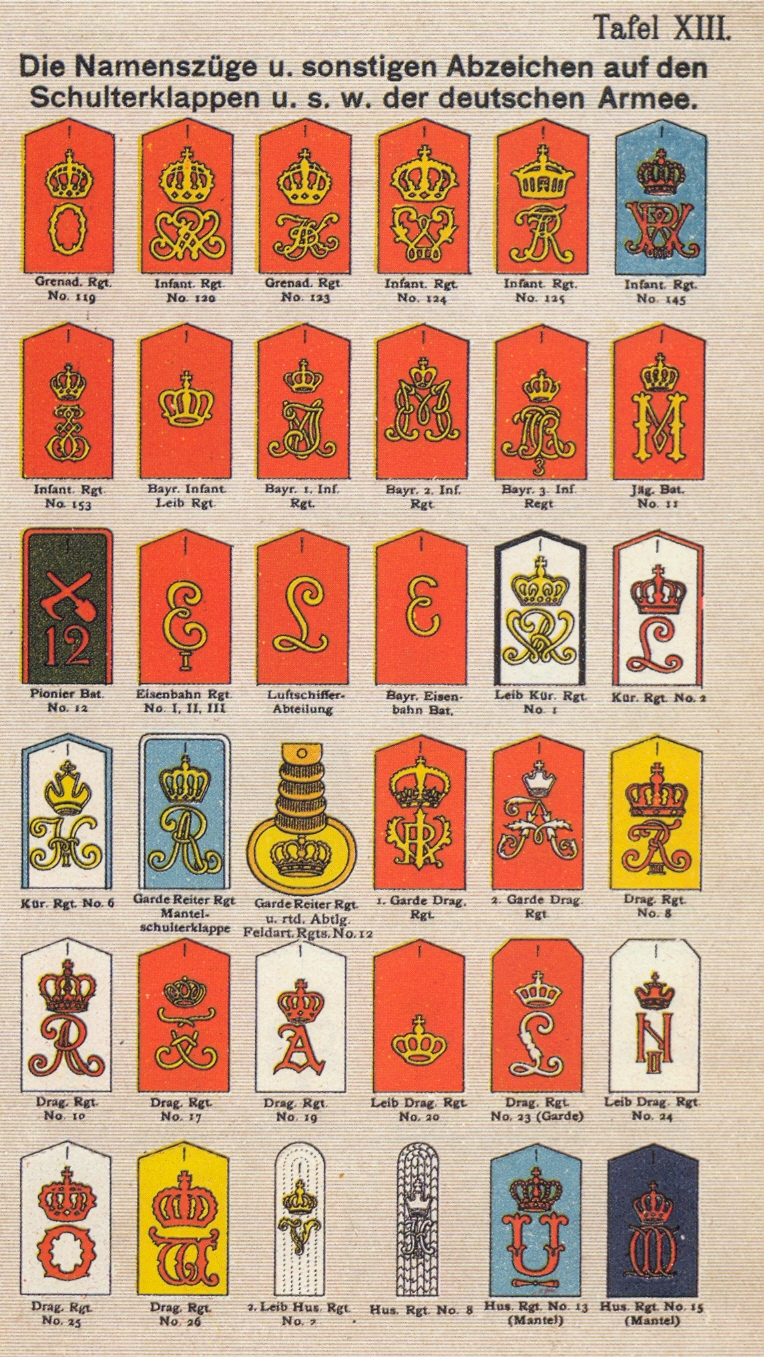
Schulterklappen Alte Armee
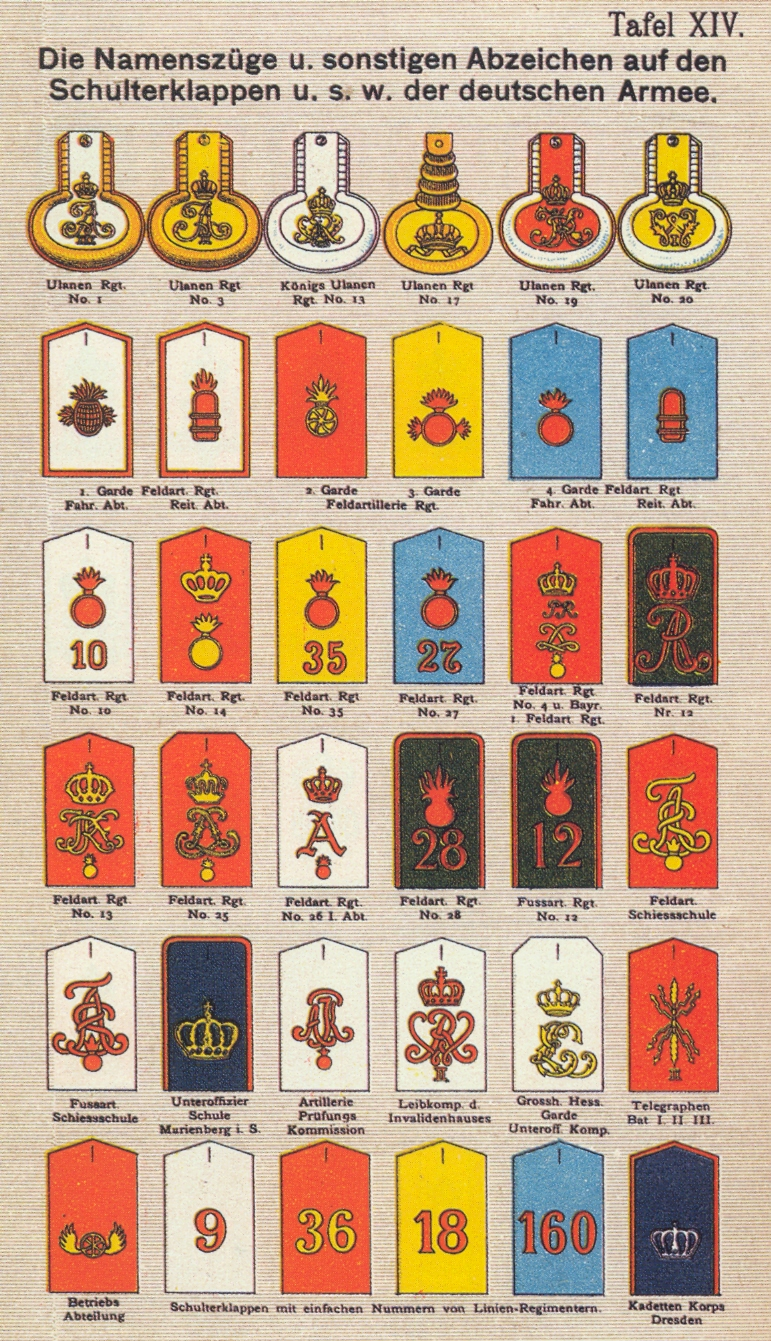
Schulterklappen Alte Armee

### Reichswehr und Wehrmacht
Die Unteroffiziere und Mannschaften von Reichswehr und Wehrmacht trugen auf den Schulterklappen in der Farbe des Waffenrocks die Nummer ihres Regiments oder anderen Truppenteils (Divisionsstab, selbst. Einheit). Des Weiteren waren die Schulterklappen mit Paspelierungen in der jeweiligen Waffenfarbe versehen.

### Nationale Volksarmee
In der NVA war, mit Bezug auf historisch begründete Fortsetzung der Tradition deutscher Streitkräfte, der Begriff Schulterstück für alle Dienstgrad-Gruppen gebräuchlich, obwohl dies für Mannschaften und Unteroffiziersränge per Definition unzutreffend war. Während die Gestaltung der Rangabzeichen der Mannschaften und Unteroffiziere historisch fast identisch waren, waren Anzahl und Anordnung der Rangsterne für den betreffenden Rang für Offiziere, Generale und Admirale in Anlehnung an Sowjetarmee und Warschauer Pakt geringfügig verändert.
Ein weiterer Unterschied im Vergleich zu Reichswehr und Wehrmacht bestand in der Zuordnung der Waffenfarben der Rand-Paspelierung der Schulterklappen.
Diese waren bis auf wenige Ausnahmen ähnlich denen der Reichswehr und Wehrmacht. Die Befestigung an Dienstanzug, Paradeuniform und Mantel sowie am Felddienstanzug wiederum war identisch übernommen worden.
Lediglich die Waffenfarben der Paspelierung waren unterschiedlich im Vergleich zur Wehrmacht.

### Bundeswehr

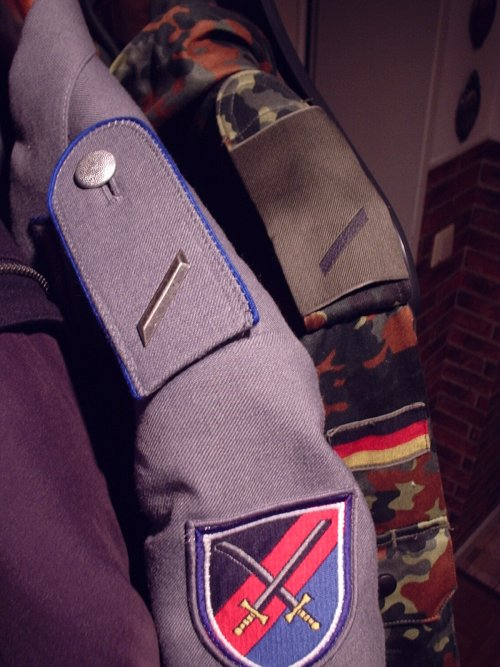
Schulterklappen eines Gefreiten. Links: an einer Lasche angenähte und innen eingeknöpfte Version für den Dienstanzug. Rechts: eine auf die angeklettete und angenähte Schulterklappe des Feldanzugs aufgeschobene Aufschiebeschlaufe.

Schulterklappen sind nach Maßgabe der Zentralen Dienstvorschrift 37/10 Anzugordnung für die Soldaten der Bundeswehr häufiger Bestandteil vieler Uniformen der Bundeswehr. Die beidseitig getragenen Schulterklappen sind je nach Uniformteil auf der Schulterpartie verschiedenartig befestigt.
- Einige Typen sind fest (aber zur Änderung heraustrennbar) an eine in die Ärmeleinsatznaht eingenähte Lasche angenäht und innen mit einem auf die Uniform aufgenähten Knopf mit der Schulterpartie verbunden. Bei selbstbeschafften Uniformen wird die Schulterklappe häufig auch direkt in die Ärmeleinsatznaht genäht.
- Bei einfacheren Anzugsarten (z. B. beim Feldanzug) sind die Schulterklappen direkt an der Ärmeleinsatznaht fest vernäht und innen mit Klett statt einem Knopf mit der Schulterpartie verbunden. Die Rangabzeichen werden mittels einer Aufschiebeschlaufe über die Schulterklappen gezogen.

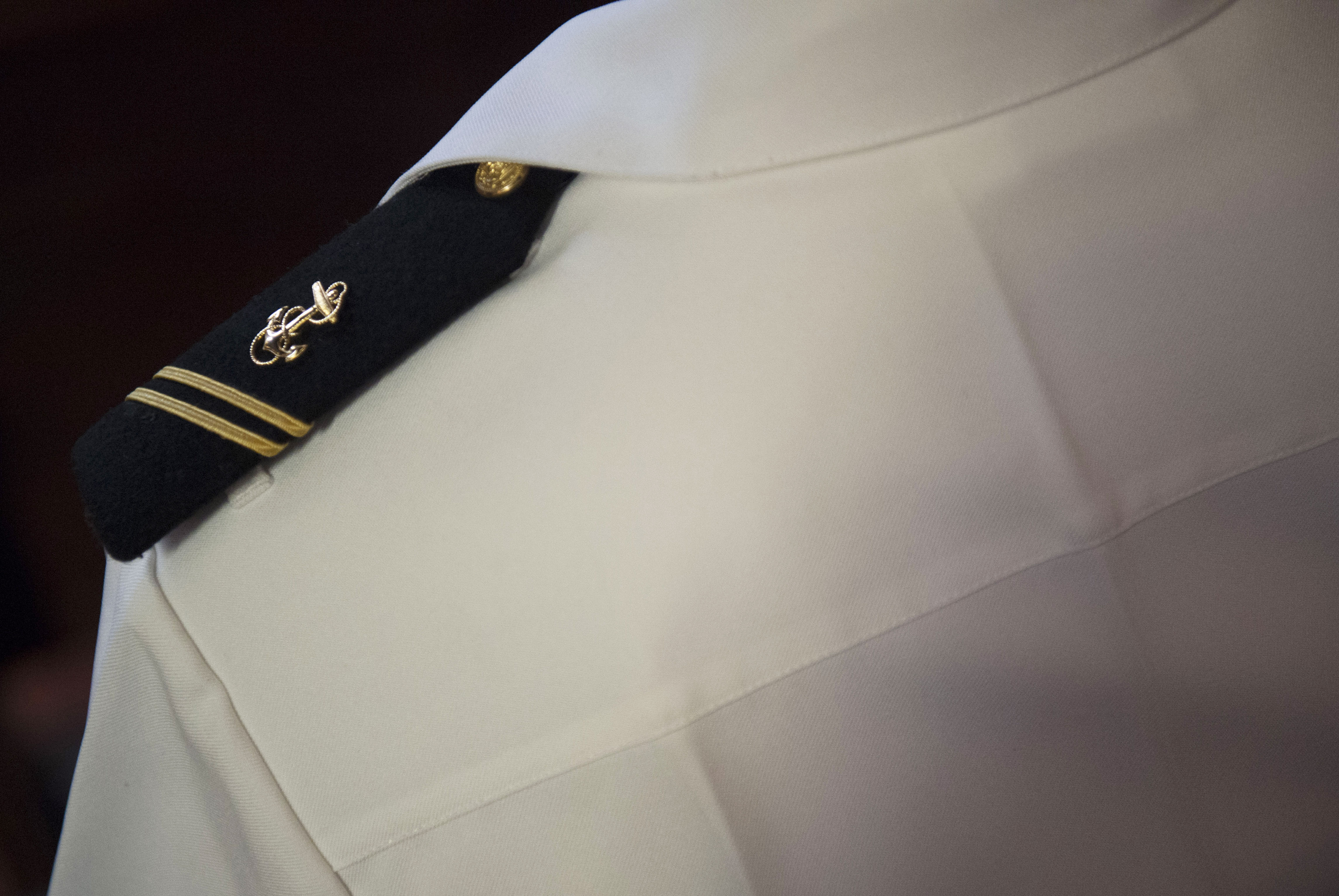
Schulterklappe an einer Halteschlaufe

- Andere Typen sind in eine an der Ärmelseite angebrachte Halteschlaufe eingeschlauft (siehe Bild rechts). Die abnehmbare Schulterklappe besteht aus einem sichtbaren Oberteil und einem gleich langen, aber schmaleren Unterteil, das der Fixierung dient. Ein auf der Schulterpartie aufgenähter Knopf verbindet die beiden Enden der Schulterklappe miteinander zu einer Schlaufe und fixiert sie auf der Schulter.
- Ein weiterer Schulterklappentyp wird in einen auf der Schulterpartie aufgenähten Tunnel (abnehmbar) eingeschlauft. Der Knopf verbindet hier nicht Schulter und Schulterklappe, sondern lediglich die beiden Enden der Schulterklappe. Nur der Tunnel fixiert die Schulterklappen auf der Schulter.

Die Schulterklappen können „hochgeklappt“ werden (daher der Name). Auf die Schulterklappen können so Schlaufen für die Kennzeichnung der Anwärter und Reservisten bzw. Litzen zur Kennzeichnung der Truppengattung (oder Teilstreitkraft) aufgeschoben werden. Die ferner auf die Schulterklappen der Kampfbekleidung aufgeschobenen Aufschiebeschlaufen kennzeichnen den Dienstgrad des Trägers und werden häufig selbst ebenfalls fälschlicherweise als Schulterklappen bezeichnet. Die Schulterklappen des Gesellschafts- und Dienstanzugs für Heeres- und Luftwaffenuniformträger sind paspeliert. Die Paspel für Unteroffiziere (außer Oberfähnriche) und Mannschaften sind in Form waffenfarbiger Vorstöße ausgeführt, für Offiziere und Oberfähnriche in Form einer silberfarbenen oder goldfarbenen Metallgespinstkordel. Offiziere tragen unter den Schulterklappen zusätzlich waffenfarbige Unterlagen. Wo keine Aufschiebeschlaufen getragen werden, erfolgt die Kennzeichnung des Dienstgrades durch in die Schulterklappen eingesteckte Metallembleme oder eingestickte Dienstgradabzeichen (Stickereien in der Regel nur beim Gesellschaftsanzug); alle Tressen (für Unteroffiziere und Marineoffiziere) sind direkt auf die Schulterklappen aufgenäht.

## Österreichisches Bundesheer
Die Dienstgradabzeichen im österreichischen Bundesheer werden beim Anzug grau (Ausgangsanzug) und Anzug weiß (Gesellschaftsanzug) an den Kragenspiegeln getragen. Beim Anzug 75 (früher Feldanzug 75, jetzt als Dienstanzug in Verwendung) werden die Dienstgradabzeichen als Aufschubschlaufen (Aufschubdistinktion) auf Schulterklappen, beim Anzug 03 (Kampfanzug) gleichartig mittig an der Brust getragen.

## Andere Staaten
Nicht in allen Armeen tragen Soldaten Schulterklappen mit Abzeichen. US-amerikanische und britische Mannschaften und Unteroffiziere tragen ihre Abzeichen an den Oberarmen (Ärmelabzeichen, englisch sleeve insignia). Die Trageweise differiert häufig mit den verschiedenen Anzugsarten.

## Zivile bzw. nicht-militärische Verwendungen
Auch an anderen Uniformen werden Schulterklappen getragen, z. B. bei der Polizei (vgl. Amtsbezeichnungen der deutschen Polizei und Amtsbezeichnungen der Bundespolizei).
Angehörige des DRK und der Feuerwehr tragen ebenfalls Schulterstücke. Beim DRK gibt es die Besonderheit, dass die Schulterklappen hier keinen Dienstgrad, sondern eine so genannte Dienststellung anzeigen, sprich ein Amt, das man de facto innehat.
Auch zivile Piloten tragen Schulterklappen, die ihren Ausbildungsstand (Kapitän, First Officer etc.) widerspiegeln.
Auf Schiffen sind Schulterklappen auch üblich, um die Hierarchie an Bord zu zeigen. Auf Kreuzfahrtschiffen gilt die Sonderregelung, dass das klassische Nautische Personal goldene und das Servicepersonal silberne Streifen auf der Schulter trägt.